# Hypsilurus bruijnii
Hypsilurus bruijnii là một loài thằn lằn trong họ Agamidae. Loài này được Peters & Doria mô tả khoa học đầu tiên năm 1878.